# Wilhelm Dörpfeld
Wilhelm Dörpfeld (1853 - 1940) fou un arquitecte i arqueòleg alemany que participà en les excavacions dutes a terme entre 1877 i 1881 a Olímpia, i posteriorment, juntament amb Heinrich Schliemann, a Troia.
A Troia participà en les excavacions des del 1882 i desenvolupà plenament la tècnica de l'estratigrafia. En el curs de l'excavació de 1890 trobà restes d'un edifici que contenien ceràmiques similars a altres fragments trobats a Micenes i Tirint, pel que va deduir que l'estrat que contenie les restes, anomenat Troia VI, era el contemporani amb el major auge de la civilització micènica i, per tant, es podria identificar amb la ciutat cantada per Homer a la Ilíada, refutant així l'opinió de Schliemann que Troia II era la Troia homèrica.
Després de la mort de Schliemann, Dörpfeld va prosseguir les excavacions a Troia el 1893 i 1894, desenterrant gran part de l'estrat corresponent a la ciutadella de Troia VI, i observant que la ciutat havia estat violentment cremada. No arribà a trobar la ciutat inferior que fou descoberta per Manfred Korfmann a partir de 1988, però ja havia suposat que aquesta ciutat inferior s'arribaria a descobrir, ja que alguns sondeigs que encarregà a diversos especialistes hi havien trobat indicis d'això.
El 1902 publicà "Troia und Ilion", que conté les seves conclusions sobre les excavacions de Troia.